# Secor
Secor es una villa ubicada en el condado de Woodford en el estado estadounidense de Illinois. En el Censo de 2010 tenía una población de 373 habitantes y una densidad poblacional de 488,19 personas por km².

## Geografía
Secor se encuentra ubicada en las coordenadas 40°44′30″N 89°8′7″O / 40.74167, -89.13528. Según la Oficina del Censo de los Estados Unidos, Secor tiene una superficie total de 0.76 km², de la cual 0.76 km² corresponden a tierra firme y (0%) 0 km² es agua.

## Demografía
Según el censo de 2010, había 373 personas residiendo en Secor. La densidad de población era de 488,19 hab./km². De los 373 habitantes, Secor estaba compuesto por el 98.12% blancos, el 0% eran afroamericanos, el 0.54% eran amerindios, el 0% eran asiáticos, el 0% eran isleños del Pacífico, el 0% eran de otras razas y el 1.34% pertenecían a dos o más razas. Del total de la población el 1.61% eran hispanos o latinos de cualquier raza.